# Movimiento M62
El Movimiento M62 (en francés: Mouvement M62), oficialmente conocido como «M62: Unión Sagrada para la Salvaguardia de la Soberanía y la Dignidad del Pueblo» (en francés: M62 : Union sacrée pour la sauvegarde de la souveraineté et de la dignité du peuple), es un movimiento político en Níger. Quince organizaciones de la sociedad civil lanzaron el Movimiento M62 en 2022 como reacción contra la presencia del ejército francés durante la Operación Barkhane en curso. El grupo se identifica como antiimperialista y antifrancés, y es conocido por su rusofilia.
El grupo se opone a la intervención francesa calificándola de ambición imperialista. También han estado del lado de la junta militar durante el golpe de Estado de 2023 y la crisis posterior.

## Historia
Fue creado el 4 de julio de 2022, con el objetivo de expresar su oposición a la presencia francesa en la Operación Barkhane, que el grupo percibía como una «presencia militar francesa en Níger»; el grupo lo veía como una forma de invasión. Durante estas protestas, los participantes utilizaron como símbolos las banderas de Rusia y Níger. Las protestas continuaron hasta el 19 de septiembre de 2022 y surgieron ciertos lemas, como «¡Francia es un Estado nazi!», «El ejército colonial (Barkhane) debe irse», y «Retiren al ejército colonial francés». Muchos manifestantes también llevaban camisetas que representaban el símbolo Z utilizado durante la invasión rusa de Ucrania.
El líder del M62, Abdoulaye Seydou, ha negado cualquier vínculo con el gobierno ruso, afirmando que «estamos luchando por la soberanía de Níger, así que no estamos asociados con ningún país extranjero», y dijo que los organizadores de la protesta confiscaron banderas rusas traídas por manifestantes. En una entrevista con The Irish Times, describió aThomas Sankara como un «ídolo» por su oposición al neocolonialismo. Seydou fue detenido por el gobierno de Mohamed Bazoum apenas un día después de la entrevista.
Durante el golpe de Estado en Níger de 2023 contra Bazoum, el grupo marchó en apoyo al golpe. En una marcha a petición de Abdourahmane Tchiani, miles de nigerinos golpistas se reunieron en la plaza de la Concertación de Niamey, frente a la Asamblea Nacional, y se dirigieron a la embajada francesa portando banderas nigerinas y rusas, con lemas como «¡Abajo Francia, fuera Barkhane, no nos importa la CEDEAO, la Unión Europea ni la Unión Africana!», «Arresten a los ex dignatarios para devolver los millones robados» y «¡Abajo Francia, larga vida a Putin!». Los manifestantes también pidieron una intervención inmediata del grupo paramilitar ruso Wagner. Durante la marcha se cerraron las entradas a las embajadas de Francia y Estados Unidos. Los muros y puertas de la embajada francesa fueron incendiados y dañados, mientras que se veían a soldados nigerinos y al general Salifou Modi en el terreno instando a la multitud a dispersarse pacíficamente.